# Finger Lakes
Os Finger Lakes (tradução literal "Lagos de Dedos") são um grupo de onze lagos longos e estreitos, aproximadamente no sentido norte-sul, localizados diretamente ao sul do Lago Ontário, em uma área chamada região dos Finger Lakes em Nova York, nos Estados Unidos. Essa região se estende pela borda norte e de transição do Allegheny Plateau [en] do Norte, conhecida como Terras Altas de Finger Lakes e ecorregião Gorges, e pela ecorregião das Terras Baixas de Ontário e dos Grandes Lagos.
O termo geológico finger lake refere-se a um lago longo e estreito em um vale glacial profundo, enquanto o nome próprio Finger Lakes remonta ao final do século XIX. Os lagos Cayuga e Seneca estão entre os mais profundos dos Estados Unidos, medindo 133 e 188 m, respectivamente, com fundos bem abaixo do nível do mar. Embora a largura de nenhum dos lagos ultrapasse 5,6 km, o Lago Seneca com 61,3 km de comprimento é o maior em área total com 175 km2.

## Nome
A origem do nome Finger Lakes é incerta. Atualmente, o uso mais antigo conhecido de finger lakes para esse grupo de 11 lagos está em um artigo do Serviço Geológico dos Estados Unidos de Thomas Chamberlin, publicado em 1883. Esse artigo foi posteriormente citado e Finger Lakes foi formalmente usado como um nome próprio por R. S. Tarr em um artigo da Sociedade Geológica dos Estados Unidos publicado em 1893. O uso mais antigo de Finger Lakes em mapas, artigos, relatórios ou quaisquer outros documentos ainda não foi verificado.

## Lagos
Os onze Finger Lakes, de oeste para leste, são:
| Nome                  | Elevação | Área                | Comprimento | Largura máxima | Profundidade máxima | Localização | Povoados                                |
| --------------------- | -------- | ------------------- | ----------- | -------------- | ------------------- | --- | --------------------------------------- |
| Lago Conesus [en]     | 249 m    | 1 380 ha (13,8 km²) | 13 km       | 1,6 km         | 20 m                | Condado de Livingston: Conesus, Geneseo, Groveland, Livonia | Lakeville                               |
| Lago Hemlock [en]     | 276 m    | 730 ha (7,30 km²)   | 11 km       | 0,80 km        | 28 m                | Condado de Livingston: Conesus, Livonia, Springwater Condado de Ontário: Canadice, Richmond                                                                                            |                                         |
| Lago Canadice [en]    | 334 m    | 263 ha (2,63 km²)   | 4,8 km      | 0,48 km        | 29 m                | Condado de Ontário: Canadice |                                         |
| Lago Honeoye [en]     | 245 m    | 717 ha (7,17 km²)   | 7,2 km      | 1,3 km         | 9,1 m               | Condado de Ontário: Canadice, Richmond | Honeoye                                 |
| Lago Canandaigua [en] | 210 m    | 4 273 ha (42,7 km²) | 24,9 km     | 2,4 km         | 84 m                | Condado de Ontário: Canandaigua, Gorham, South Bristol Condado de Yates: Italy, Middlesex                                                                                              | Canandaigua, Woodville                  |
| Lago Keuka [en]       | 218 m    | 4 688 ha (46,9 km²) | 31,5 km     | 3,1 km         | 56 m                | Condado de Steuben: Pulteney, Urbana, Wayne Condado de Yates: Barrington, Jerusalem, Milo                                                                                              | Branchport, Hammondsport, Penn Yan [en] |
| Lago Seneca           | 136 m    | 17 540 ha (175 km²) | 61,3 km     | aprox 4,8 km   | 188 m               | Condado de Ontário: Geneva Condado de Schuyler: Dix, Hector, Reading Condado de Seneca: Fayette, Lodi, Ovid, Romulus, Varick, Waterloo Condado de Yates: Benton, Milo, Starkey, Torrey | Dresden, Geneva, Watkins Glen           |
| Lago Cayuga           | 116 m    | 17 384 ha (174 km²) | 61 km       | 5,6 km         | 133 m               | Condado de Cayuga: Aurelius, Genoa, Ledyard, Springport Condado de Seneca: Covert, Fayette, Ovid, Romulus, Seneca Falls, Varick Condado de Tompkins: Ithaca, Lansing, Ulysses          | Aurora, Ithaca, Lansing                 |
| Lago Owasco [en]      | 217 m    | 2 697 ha (27,0 km²) | 17,9 km     | 2,1 km         | 54 m                | Condado de Cayuga: Fleming, Moravia, Niles, Owasco, Scipio, Venice | Auburn                                  |
| Lago Skaneateles [en] | 263 m    | 3 630 ha (36,3 km²) | 26 km       | 2,4 km         | 91 m                | Condado de Cayuga: Niles, Sempronius Condado de Cortland: Scott Condado de Onondaga: Skaneateles, Spafford                                                                             | Skaneateles                             |
| Lago Otisco [en]      | 240 m    | 760 ha (7,60 km²)   | 8,7 km      | 1,21 km        | 23 m                | Condado de Onondaga: Marcellus, Spafford |                                         |

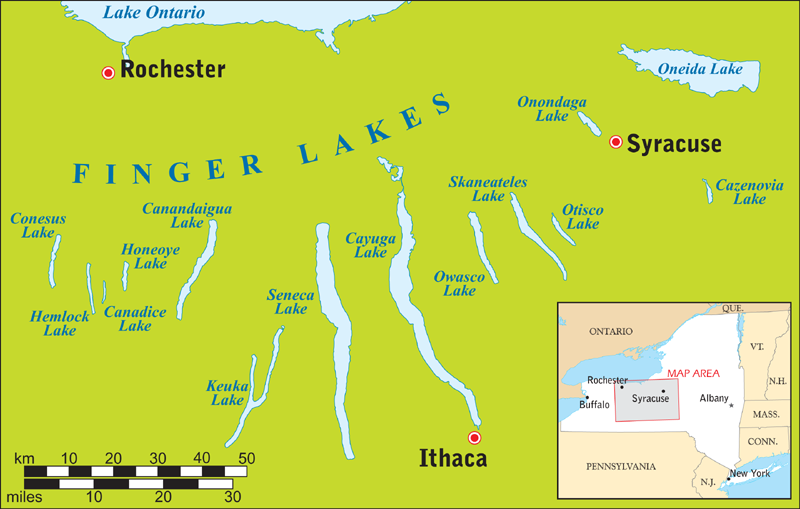
Mapa dos Finger Lakes

O Lago Cazenovia, a leste, embora menor, às vezes é chamado de "o 12º Finger Lake", pois tem formato e limnologia semelhantes. Ele está localizado em um terreno montanhoso dos Apalaches, principalmente no vilarejo histórico de Cazenovia, e está ligado aos outros Finger Lakes pelas rotas federal US 20 e estadual NY 13. Pode ter sido formado da mesma maneira que os Finger Lakes, pois as fotos de satélite mostram três vales semelhantes em caráter e espaçamento aos Finger Lakes a leste do Lago Otisco. O primeiro é o Vale Tully, que inclui uma cadeia de seis pequenos lagos chamados Tully Lakes na extremidade sul, que poderiam ser coletivamente um "Finger Lake" que nunca se formou devido a uma morena terminal. A morena fez com que o rio Tioughnioga fluísse para o sul em vez de para o norte, o oposto das águas dos Finger Lakes. Os próximos dois vales a leste contêm o Butternut Creek, que flui para o norte, e o ramo leste do rio Tioughnioga, que flui para o sul. O vale seguinte contém o Limestone Creek, que flui para o norte. Outros lagos também reivindicaram ser o 12º Finger Lake, incluindo os lagos Silver e Onondaga, embora o Onondaga, por ser um lago dimítico, tenha algumas diferenças limnológicas significativas.
O Reservatório DeRuyter [en], às vezes chamado de Lago Tioughnioga ou Lago DeRuyter, um Finger Lake artificial a sudoeste do Lago Cazenovia no Limestone Creek, fica a 12,9 km do ponto mais ao norte da Finger Lakes Trail, mas foi construído como um reservatório de alimentação para o Canal de Erie. Ele é mantido pela New York State Canal Corporation.

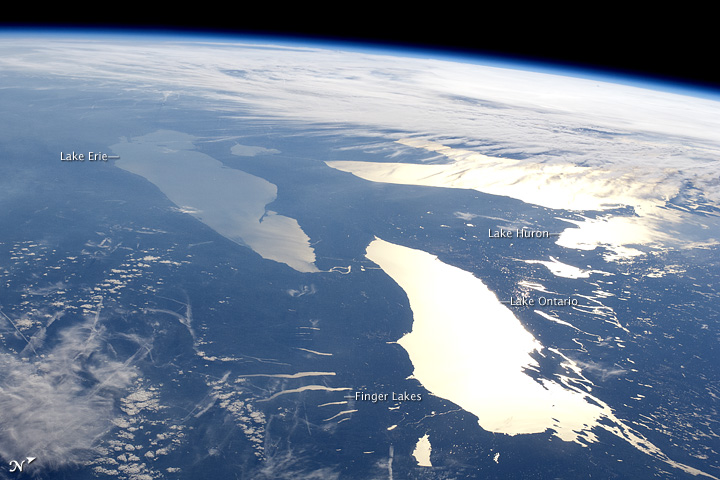
Os Finger Lakes estão na parte inferior central dessa imagem voltada para o oeste; o Lago Erie (canto superior esquerdo), o Lago Huron (canto superior direito) e o Lago Ontário (canto inferior direito) são três dos Grandes Lagos

O Lago Oneida [en], a nordeste de Syracuse, às vezes é incluído como o "polegar", embora seja raso e de caráter um pouco diferente dos demais. Assim como os lagos Onondaga e Cazenovia, ele desagua no Lago Ontário por meio do Rio Oswego e, em seguida, no Rio Saint Lawrence, desaguando no Oceano Atlântico. Os lagos Chautauqua [en], Findley e Kinzua, a oeste, não são considerados Finger Lakes; todos os três drenam para o Rio Allegheny e depois para o Golfo do México e, no caso do Kinzua e do Findley, bem como o DeRuyter a leste, os lagos são criação artificial de represas.
Conesus, Hemlock, Canadice, Honeoye e Otisco são considerados os Finger Lakes menores. Outros lagos menores, incluindo os lagos Silver, Waneta e Lamoka, pontilham essa região. O Lago Silver, a oeste do Lago Conesus, parece se qualificar por estar na bacia hidrográfica dos Grandes Lagos, mas os lagos Waneta e Lamoka, às vezes chamados de lagos "unha", fazem parte da bacia hidrográfica do rio Susquehanna, desaguando em um afluente do rio Chemung.
A leste dos lagos Oneida e Cazenovia estão as cabeceiras das bacias hidrográficas do rio Susquehanna e do rio Hudson (o primeiro no sopé das Catskills, o segundo no vale de Mohawk e no sul das montanhas Adirondack).

## Geologia quaternária

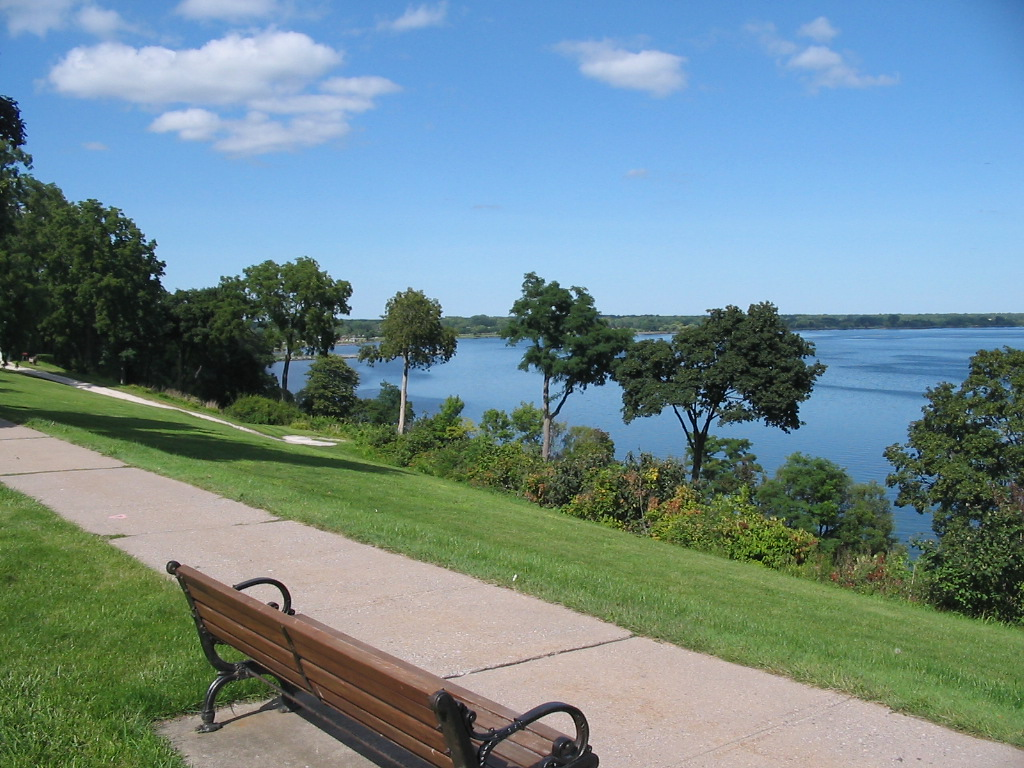
Lago Sêneca, da rua South Main Street em Geneva, Nova York.

Esses lagos glaciais se originaram de uma série de riachos que fluíam para o norte. Há cerca de dois milhões de anos, a área foi glaciada pela primeira de muitas geleiras continentais do manto de gelo Laurentide [en], que se deslocou para o sul a partir da área da Baía de Hudson. Durante os máximos glaciais, a água de derretimento [en] subglacial e o gelo glacial ampliaram, aprofundaram e acentuaram os vales fluviais existentes para formar vales de túneis subglaciais. Os detritos glaciais, possivelmente a morena terminal deixada para trás pelo recuo do gelo, agiram como represas, permitindo a formação de lagos. Apesar da profunda erosão dos vales, as terras altas ao redor mostram pouca evidência de glaciação, sugerindo que o gelo era fino ou, pelo menos, incapaz de causar muita erosão em altitudes mais elevadas. O corte profundo pela erosão glacial deixou alguns afluentes suspensos acima dos lagos - tanto o Seneca quanto o Cayuga têm afluentes suspensos até 120 m acima do fundo dos vales. Com base em núcleos de sedimentos, estratigrafia sísmica e datas de radiocarbono, descobriu-se que os Finger Lakes ficaram livres de gelo por volta de 14.400 anos AP. Nessa época, a correnteza e o derretimento de gelo cessou e esses lagos se encheram inicialmente com camadas de ritmitos [en] de lagos proglaciais. A deposição de ritmitos de lagos proglaciais ocorreu entre 14.400 e 13.900 anos AP. Depois que as margens do manto de gelo Laurentide recuaram para as planícies de Ontário, após 13.900 anos AP, o acúmulo, a princípio, de argilas cinzas maciças, seguido de lamas laminadas ricas em orgânicos, de cinza escuro a preto, acumulou-se sem interrupção até o presente nos Finger Lakes.
Estudos detalhados de sedimentos com isótopos marinhos dos estágios 3 e 4 expostos em uma localidade chamada Great Gully, no flanco leste do Lago Cayuga perto de Union Springs, Nova York, registram a presença de um paleolago que existia antes do Lago Cayuga. Esse paleolago, chamado de Glacial Lake Nanette, foi um lago proglacial que preencheu o vale de rocha atualmente ocupado pelo Lago Cayuga desde cerca de 50.000 anos AP até ser sobreposto por uma readvância glacial que ocorreu antes do calendário de 30.000 anos AP e o enterrou sob uma camada glacial mais jovem. Essa pesquisa mostra que os vales de rocha, nos quais se encontram os Finger Lakes, existiam antes do Último Máximo Glacial e se desenvolveram ao longo de várias glaciações.
Por fim, embora a correnteza subglacial durante o Último Máximo Glacial tenha removido a maior parte dos sedimentos preexistentes para a matriz rochosa no fundo dos Finger Lakes, é provável que fragmentos de depósitos interglaciais estejam preservados localmente dentro, ou perto, de vales suspensos nas margens de seus vales. Por exemplo, o principal local que foi bem estudado é a exposição de depósitos interglaciais de Fembank na margem oeste de Cayuga. Esse depósito fornece evidências diretas de que alguma versão do Lago Cayuga e seu vale de leito rochoso existiam antes do Último Máximo Glacial.

## Preocupações ecológicas
Grande parte da área de Finger Lakes fica sobre o Marcellus Shale e o Utica Shale, duas importantes reservas de gás natural. Devido ao recente aumento da tecnologia de fraturamento hidráulico, o gás natural agora está acessível para extração. Embora alguns grandes proprietários tenham arrendado suas terras e vários pequenos proprietários gostariam de seguir o exemplo, muitos residentes dos Finger Lakes se opõem ao processo de fracking devido a preocupações com a contaminação das águas subterrâneas e o impacto industrial das atividades relacionadas à extração. As primeiras ações diretas e ações legislativas locais contra o fracking ocorreram na biorregião de Finger Lakes. Em dezembro de 2014, o governo de Nova York proibiu todo o fracking no estado, citando riscos de poluição.
O lixo da cidade de Nova York é enviado para aterros sanitários na área.

## História

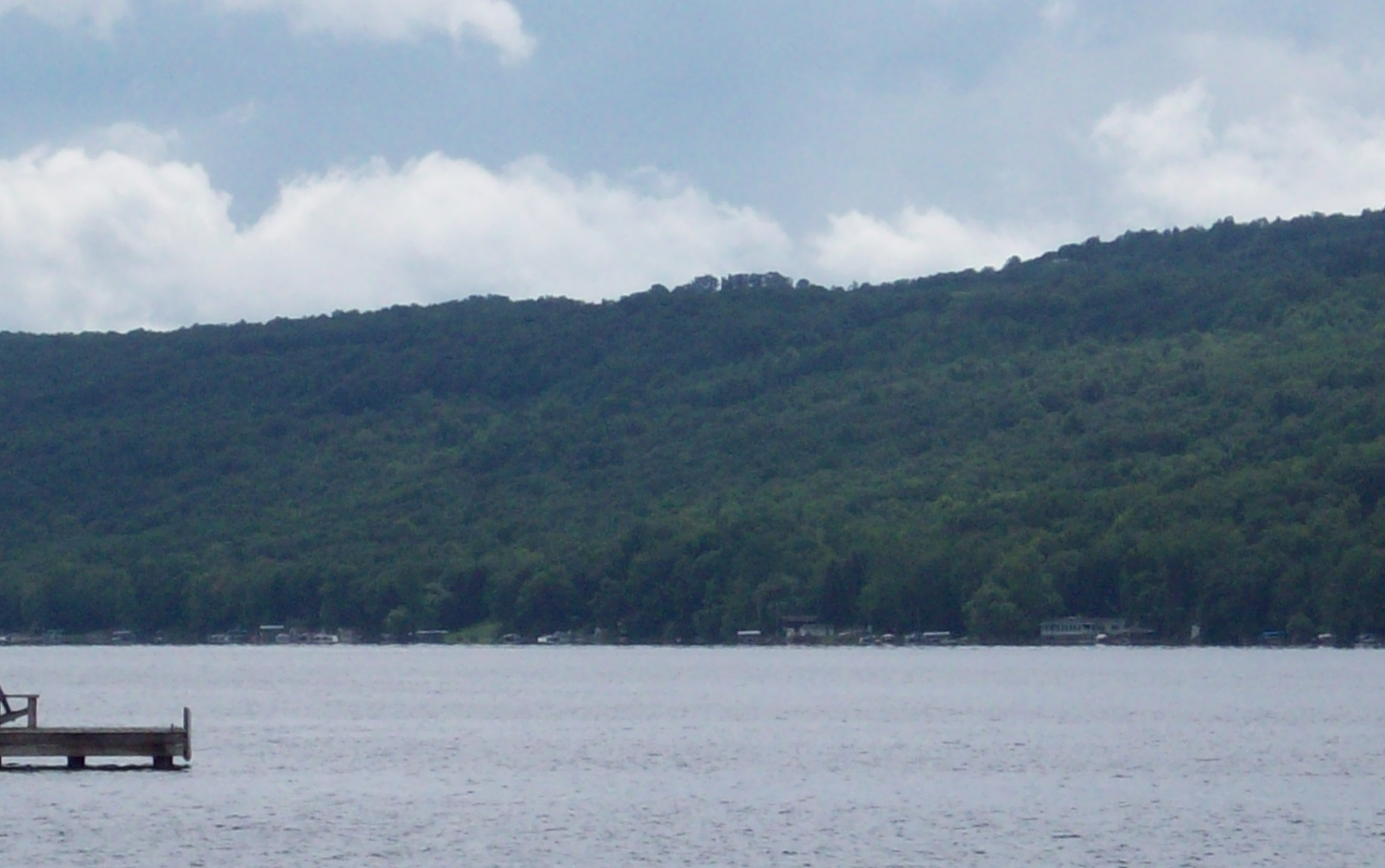
Bluff Point no Lago Keuka

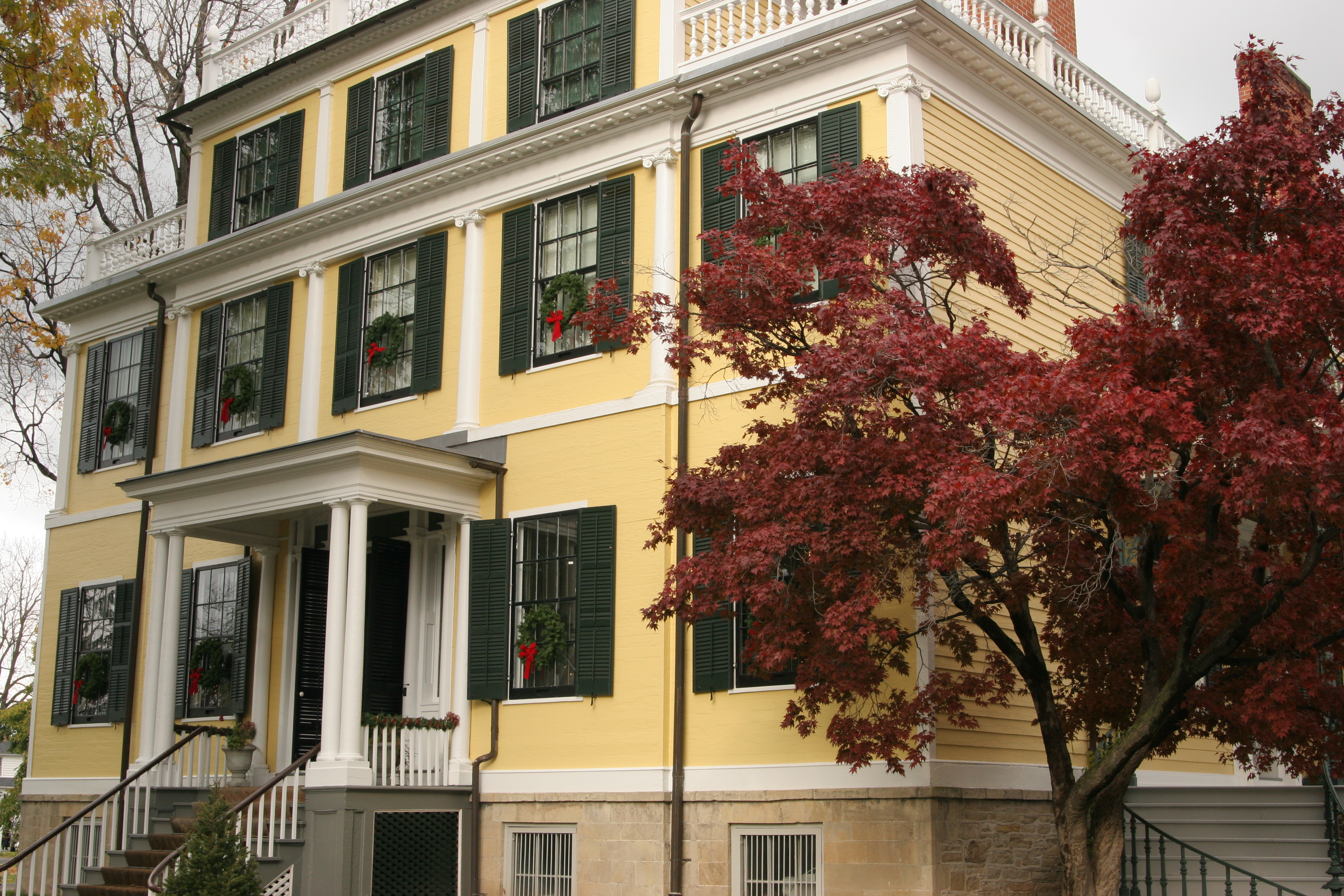
Fazenda Granger, Canandaigua

A região dos Finger Lakes é uma parte central da terra natal dos iroqueses. As tribos iroquesas incluem as nações Seneca e Cayuga, que dão nome aos dois maiores Finger Lakes. A tribo Tuscarora também viveu na região dos Finger Lakes, a partir de aproximadamente 1720. As tribos Onondaga [en] e Oneida [en] viviam na extremidade leste da região, perto de seus lagos homônimos, o Lago Oneida e o Lago Onondaga. A tribo iroquesa mais ao leste era a Mohawk.
A região dos Finger Lakes contém locais de afiliação cultural e idade desconhecidas. O Bluff Point Stoneworks é um desses locais, pois sua idade e quem pode ter construído essas enigmáticas estruturas de pedra ainda não foram determinados.
Durante a época colonial, muitas outras tribos se mudaram para a região dos Finger Lakes, buscando a proteção dos iroqueses. Por exemplo, em 1753, remanescentes de várias tribos Sioux da Virgínia, chamadas coletivamente de Tutelo-Saponi, mudaram-se para a cidade de Coreorgonel, na extremidade sul do Lago Cayuga, perto da atual Ithaca, e viveram lá até 1779, quando sua aldeia foi destruída pela Expedição Sullivan.
As cidades iroquesas na região dos Finger Lakes incluíam a cidade sêneca de Gen-nis-he-yo (atual Geneseo), Kanadaseaga (Castelo Sêneca, perto da atual Genebra), Goiogouen (Castelo Cayuga, a leste do Lago Cayuga), Chonodote (cidade Cayuga, atual Aurora), Catherine's Town (perto da atual Watkins Glen) e o Sítio Histórico Estadual de Ganondagan em Victor, Nova York.
Como uma das nações indígenas mais poderosas durante a época colonial, os iroqueses conseguiram impedir a colonização europeia da região dos Finger Lakes por quase dois séculos após o primeiro contato, muitas vezes jogando os franceses contra os interesses britânicos em demonstrações inteligentes de competência política. A renomada engenhosidade e a adaptabilidade do povo iroquês foram as principais ferramentas de resistência contra as potências europeias hostis que se espalhavam rapidamente pela América do Norte, ávidas por dominar e cada vez mais brutais com os nativos americanos nos Finger Lakes e além.
No final do século XVIII, com o fim da influência governamental francesa no Canadá, o poder dos iroqueses havia se enfraquecido em relação ao crescimento constante da população de europeus e americanos, e conflitos internos corroeram a unidade política da Confederação Iroquois, que enfrentava pressões de colonos ansiosos para se mudarem para o oeste e o desejo de mantê-los fora das terras ameríndias. Durante a Guerra Revolucionária Americana, alguns iroqueses ficaram do lado dos britânicos e outros do lado dos americanos, resultando em uma guerra civil entre os iroqueses. No final da década de 1770, os iroqueses aliados dos britânicos atacaram vários assentamentos fronteiriços americanos, provocando contra-ataques que culminaram na Expedição Sullivan de 1779, que destruiu a maioria das cidades iroquesas e efetivamente quebrou o poder dos iroqueses. Após a Guerra Revolucionária, os iroqueses e outros índios da região foram designados para reservas. A maior parte de suas terras, incluindo a região dos Finger Lakes, foi aberta para compra e assentamento.
Aproximadamente a metade ocidental da região dos Finger Lakes compreendia a Compra Phelps e Gorham de 1790. A região foi rapidamente colonizada na virada do século XIX, em grande parte por uma migração da Nova Inglaterra para o oeste e, em menor grau, por um influxo da Pensilvânia para o norte. A arquitetura regional reflete essas tradições da área dos períodos Federal e Neogrego.

## Lugares notáveis

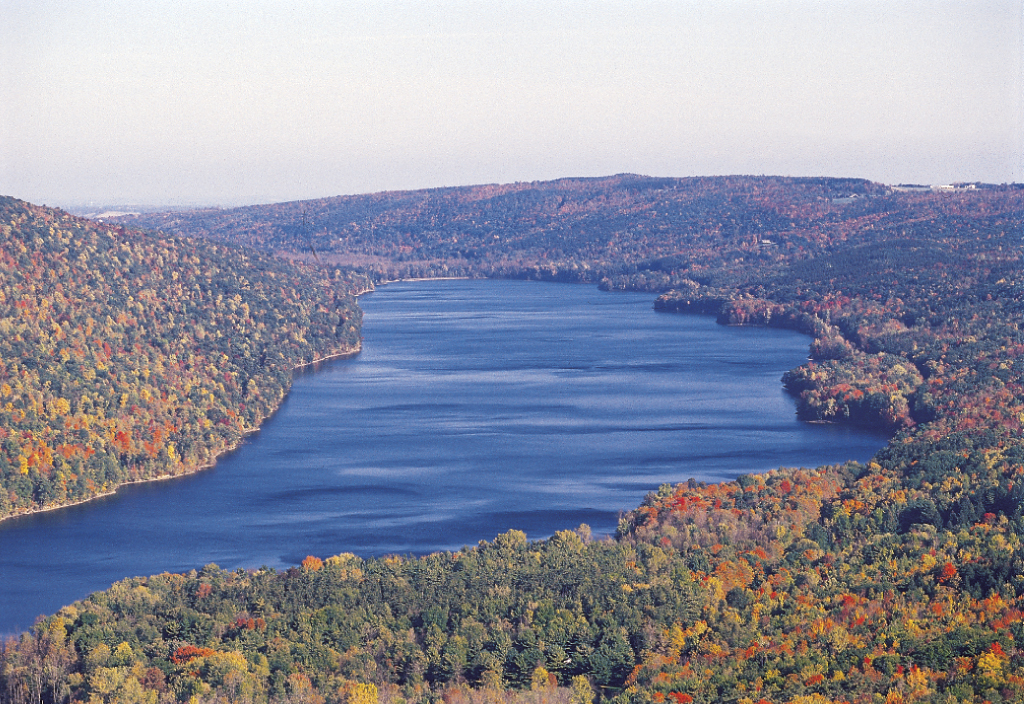
O Lago Canadice é cercado pela Floresta estadual Hemlock–Canadice.

A região de Finger Lakes, juntamente com a região de Genesee, no oeste de Nova York, foi chamada de "distrito queimado" (burned-over district), onde ocorreram reavivamentos religiosos e a formação de novos movimentos religiosos do Segundo Grande Despertar, a tal ponto que o fervor espiritual parecia incendiar a área. Lá, no século XIX, o Segundo Grande Despertar foi um renascimento do cristianismo; algumas novas religiões também foram formadas.
A região era ativa em movimentos reformistas e utópicos. Muitos dos locais da Underground Railroad, uma rede secreta de rotas e esconderijos que era utilizada por afro-americanos escravizados para escapar em direção aos estados livres (especialmente no norte) ou para o Canadá, foram documentados na região. Por exemplo, a casa de Harriet Tubman, em Auburn, relembra a vida e o trabalho do afro-americano "Moisés de seu povo".
Na extremidade norte dos Finger Lakes também está Seneca Falls, o local de nascimento do movimento de sufrágio feminino; Waterloo, o local de nascimento do Memorial Day; e Palmyra, o local de nascimento da Igreja de Jesus Cristo dos Santos dos Últimos Dias. Um drama anual ao ar livre, The Hill Cumorah Pageant, produzido pela igreja, atrai milhares de visitantes todos os anos.
Hammondsport foi a casa do pioneiro da aviação Glenn Curtiss, e as correntes de ar favoráveis fazem da área um local popular para pilotos de planadores. Elmira, logo ao sul, foi a casa de Mark Twain e o local de uma infame prisão da Guerra Civil Americana. Corning é mais conhecida por abrigar a Corning Glass Works e o Museu do Vidro de Corning. Hornell, a sudoeste dos Finger Lakes, foi um importante centro ferroviário; as locomotivas foram consertadas lá por muitos anos e os vagões de passageiros são construídos lá até o tempo atual (2022).
Conesus continua sendo o lar do mais antigo produtor de vinho litúrgico de uva pura no hemisfério ocidental.

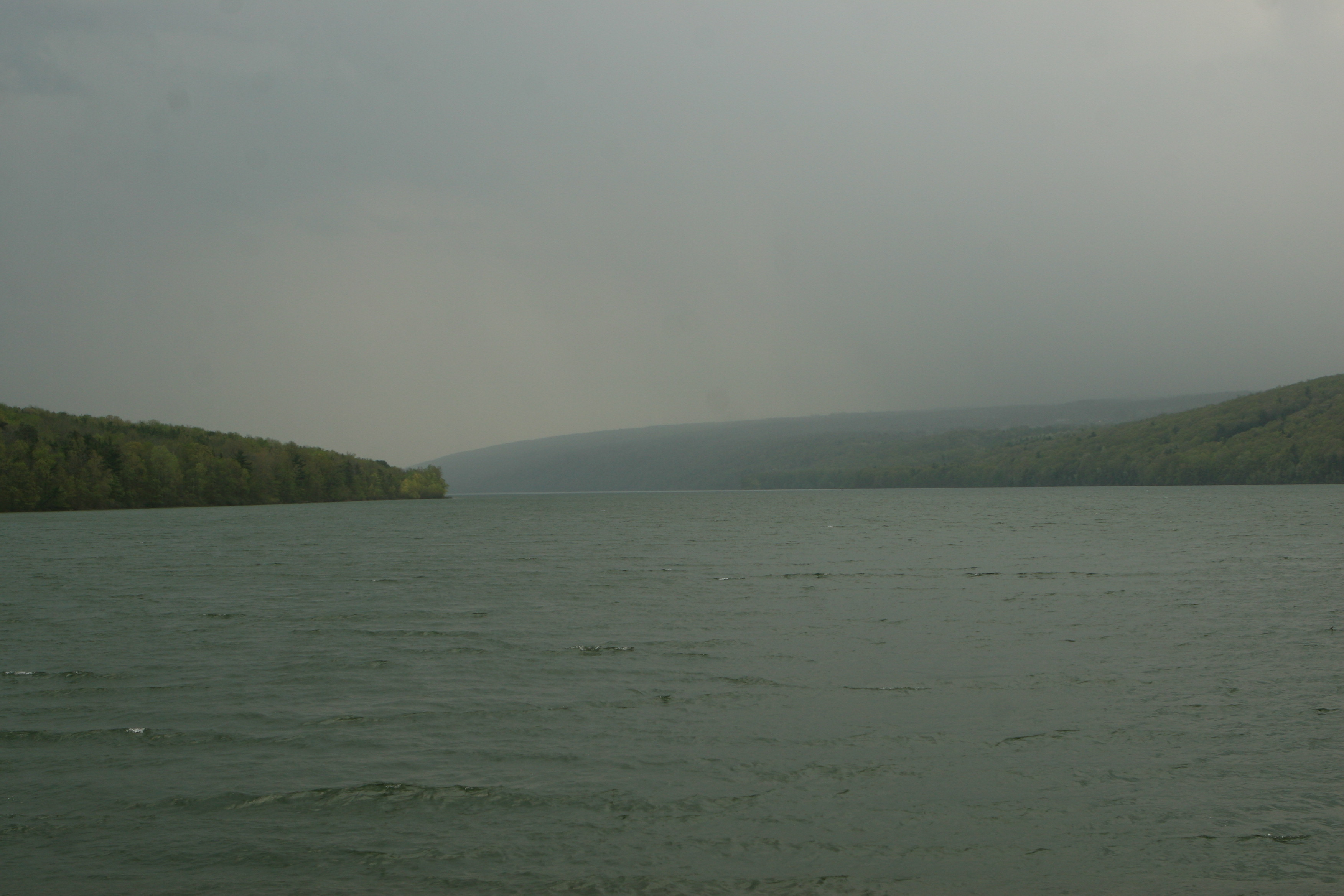
Lago Hemlock é um dos Finger Lakes do oeste

Entre os edifícios históricos da região (a maioria com links abaixo), destaca-se a Fazenda Granger (1816), uma grande casa de vila em estilo federal em Canandaigua, Nova York. Outro exemplo do estilo federal é a Prouty-Chew House (1829), em Genebra, cujas partes foram alteradas em vários momentos de acordo com as novas tendências.
Três mansões em estilo neogrego estão situadas perto de três lagos: The Richard DeZeng House, Skaneateles (1839); Rose Hill, Geneva (1839); e Esperanza, Penn Yan (1838). As duas últimas estão abertas ao público.
A Seward House, em Auburn, um Marco Histórico Nacional, é uma mansão mais característica da época da Guerra Civil, praticamente inalterada desde o século XIX. O Belhurst Castle, em Genebra, uma mansão de pedra em estilo neogótico românico, agora funciona como pousada. A mansão Sonnenberg em Canandaigua é uma residência do final do século XIX no estilo Queen Anne, conhecida por seus jardins de época restaurados. Geneva on the Lake é uma casa de campo (1910-14) que lembra as de lagos italianos. Atualmente é uma pousada, com jardins em estilo europeu. Muitos edifícios e distritos históricos da região de Finger Lakes são notáveis, além dessas casas históricas.
Implementada em agosto de 2010, a Floresta estadual Hemlock-Canadice abrange 27,05 km2 que englobam os dois Finger Lakes ocidentais, Hemlock e Canadice. Esses lagos fornecem água potável para a cidade de Rochester há mais de 100 anos. Para proteger a qualidade da água, a cidade adquiriu grande parte da propriedade ao redor dos lagos. Ao longo das décadas, a terra foi reflorestada, mas restaram alguns vestígios do passado, como paredes de pedra ou fundações de chalés. Hoje, esses dois lagos, com suas margens íngremes, arborizadas, em grande parte não desenvolvidas e águas profundas e claras, oferecem aos visitantes um vislumbre dos Finger Lakes do passado. O Departamento de Conservação Ambiental (DCA) administra essa floresta estadual para acesso público compatível com a recreação, incluindo pesca, caça, estudo da natureza, passeios de barco e caminhadas. As atividades na Floresta estadual Hemlock-Canadice estão sujeitas às Regras e Regulamentos do DCA para o Uso de Terras Estaduais, 6 NYCRR Parte 190, bem como a quaisquer outros estatutos, regras e regulamentos estaduais aplicáveis. Essas áreas são sensíveis porque protegem a água para abastecimento público.
A Finger Lakes Trail, com 940 km de extensão, e suas trilhas secundárias percorrem a parte sul da região dos Finger Lakes e também constituem uma parte da Trilha Cênica Nacional do Norte, com 7.700 km.
O Lago Hemlock abriga o mais antigo local de nidificação de águias carecas do estado, que data do início da década de 1960. Os ninhos de águias carecas do Lago Hemlock promoveram o ressurgimento dessas águias em todo o estado de Nova York. O Lago Hemlock, originalmente conhecido como "O-Neh-Da", que significa "Lago de árvores de cicuta" abriga a mais antiga vinícola litúrgica do país, fundada pelo Bispo McQuaid em 1872. Hoje, a O-Neh-Da Vineyard continua a produzir vinho de uva pura natural de primeira qualidade para igrejas e gastrônomos.

### Vinho

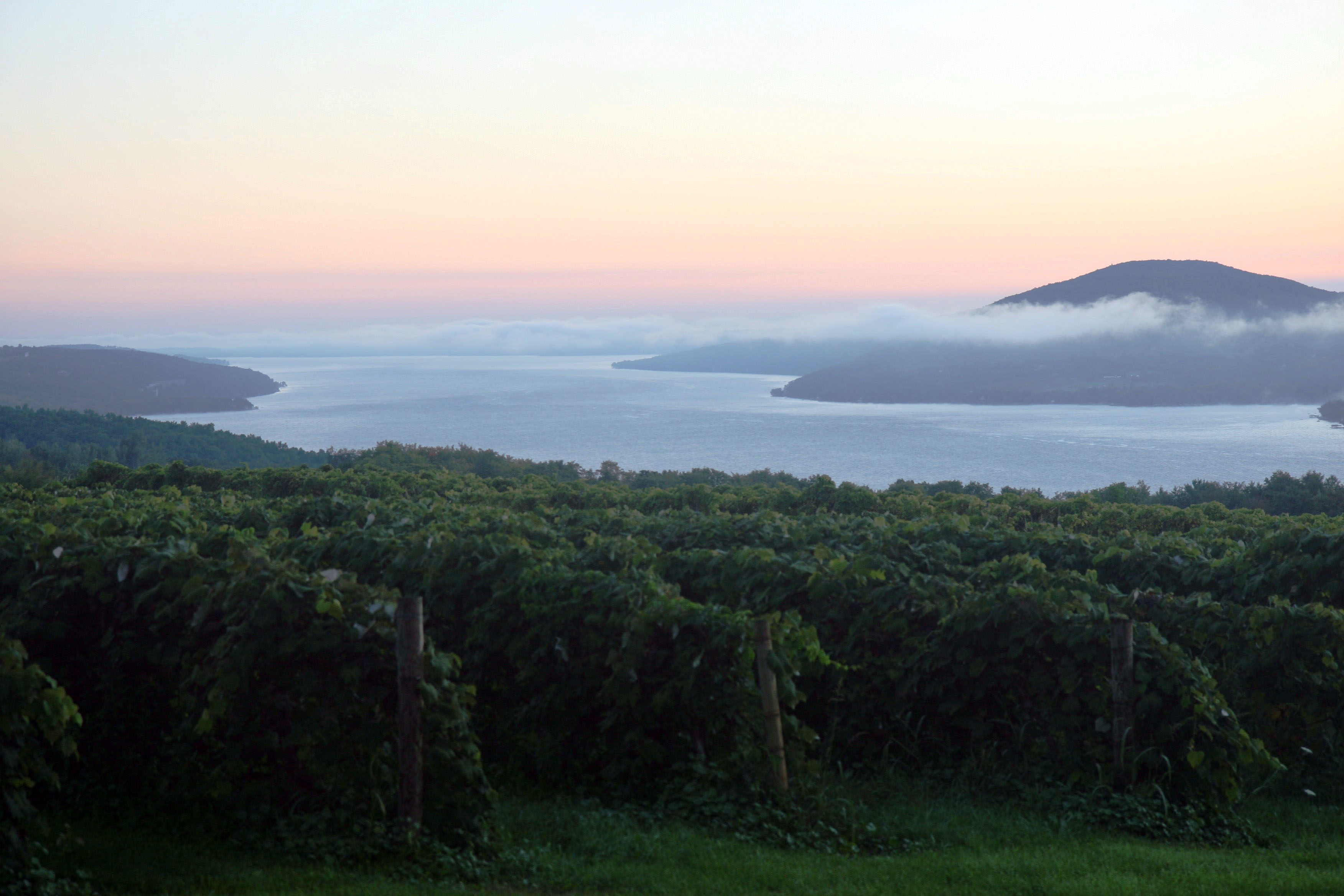
Nascer do sol com vista para um vinhedo no Lago Canandaigua

A região de Finger Lakes é a maior região produtora de vinhos de Nova York. Mais de 400 vinícolas e vinhedos cercam os lagos Seneca, Cayuga, Canandaigua, Keuka, Conesus e Hemlock. Devido à grande profundidade dos lagos, eles proporcionam um efeito de lago aos exuberantes vinhedos que ladeiam suas margens. Devido ao tamanho e à concentração desses lagos, a região retém o calor residual do verão no inverno e o frio do inverno na primavera; como resultado, as uvas são protegidas da geada desastrosa da primavera durante o crescimento dos brotos e da geada precoce antes da colheita. Além disso, devido ao posicionamento longo, estreito e de norte a sul dos Finger Lakes, as encostas nos lados leste e oeste proporcionam variações na exposição à luz solar, na temperatura, no solo e muito mais; isso leva a uma grande diversidade de ambientes de cultivo na região e, por fim, no vinho produzido.
As principais variedades de uva cultivadas são Chardonnay, Riesling, Gewürztraminer, Pinot noir, Cabernet Franc, Vidal blanc, Seyval blanc e muitas variedades ou cultivares de Vitis labrusca (nativa americana).
Com a aprovação da Lei da Vinícola Agrícola (Farm Winery Act) em 1976, várias vinícolas estão agora abertas aos visitantes. As vinícolas são um setor em crescimento na região, contribuindo com sua produção e atraindo turistas. A Área de Viticultura Americana de Finger Lakes inclui duas das mais antigas vinícolas dos Estados Unidos, a O-Neh-Da Vineyard (1872) no lago Hemlock e a The Pleasant Valley Wine Company (1860) no lago Keuka.

### Cerveja artesanal
Além do vinho, o setor de cerveja artesanal de Finger Lakes cresceu significativamente nos últimos anos. Em 2018, a região abrigava o segundo maior número de cervejarias em Nova York, depois do Hudson Valley.

### Instituições educacionais
A área também é conhecida pelo ensino superior. A maior delas é a Universidade Cornell, instituição da Ivy League, em Ithaca. Outras escolas notáveis são a Ithaca College, também em Ithaca; a Universidade de Syracuse, a State University of New York (SUNY) Upstate Medical University, a SUNY College of Environmental Science and Forestry e a Le Moyne College, em Syracuse; a SUNY Cortland, em Cortland; Tompkins Cortland Community College em Dryden, Ithaca e Cortland; Wells College em Aurora; Hobart and William Smith Colleges em Genebra; Keuka College em Keuka Park; Finger Lakes Community College em Canandaigua e Genebra; New York Chiropractic College em Seneca Falls e Cayuga Community College em Auburn.
Nas proximidades de Finger Lakes estão a Universidade de Binghamton (SUNY), a Universidade de Rochester, a Nazareth College, a Universidade St. John Fisher, a Roberts Wesleyan College, a Monroe Community College e o Instituto de Tecnologia Rochester, em Rochester; a Elmira College, em Elmira; a Corning Community College, em Corning; e a Universidade Estadual de Nova York, em Geneseo.

### Museus
A região de Finger Lakes abriga vários museus. Entre eles estão o Corning Museum of Glass, o Johnson Museum of Art da Universidade Cornell, o Strong National Museum of Play, o Glenn H. Curtiss Museum, o Finger Lakes Boating Museum, o Wings of Eagles Discovery Center, o Sciencenter, o Museum of the Earth, o National Soaring Museum, o Rockwell Museum, o Seward House Museum, o William H. Seward e o Samuel Warren Homesteads da New York Historical Society, local de nascimento da primeira vinícola comercial bem-sucedida do estado de Nova York.
O Women's Rights National Historic Park (Parque Histórico Nacional dos Direitos da Mulher) fica em Seneca Falls. O parque inclui a casa de Elizabeth Cady Stanton e a Capela Wesleyana, onde ela realizou a primeira convenção sobre os direitos das mulheres em 1848.

## Links externos
- The official Finger Lakes Tourism Alliance website